# 四格
四格（穆麟德轉寫：syge，？—1776年）汪姓，內務府正白旗旗鼓佐領(上三旗包衣漢軍)，清朝政治人物。蔭生出身。惇妃汪氏之父。
四格曾于乾隆二十年接替刘永钺任龙岩州知州一职，乾隆二十一年由嘉谟接任。乾隆二十八年七月，接替乔守仁。擔任江蘇宜興縣知縣。后由沈松齡接任。
乾隆四十一年卒。谥勤恪。

## 生平
1. ↑  编纂委员会. . 福建: 福建省地方志编纂委员会. 2001年.
2. ↑  福建省龙岩地区地方志编纂委员会编；林金禄（兼职）总编；曾文明（兼职）第一副总编；张东民（专职）常务副总编；张惟（兼职），熊寒江（聘任），王德瑞（聘任）副总编. . 上海: 上海人民出版社. : 930.